# Stephanie Price
Stephanie Price, född 17 juli 1972, är en friidrottare från Australien. Hon deltog vid olympiska sommarspelen 2000.